# Diagonale du vide

Carte des densités par département en 2007, faisant apparaître la diagonale du vide en bleu.

La « diagonale du vide » ou la « diagonale des faibles densités » est une large bande du territoire français allant de la Meuse aux Landes où les densités de population sont relativement faibles par rapport au reste de la France. La plupart des géographes évitent aujourd'hui cette expression, qu'ils estiment à la fois péjorative et exagérée, et préfèrent parler d'une « diagonale des faibles densités ».

## Présentation

Les lignes brisées marquent les limites approximatives de la « diagonale du vide ». La ligne continue est la ligne Le Havre-Marseille, à l'est de laquelle vivent 60% de la population française. (Densité de population française par département en 2010 ; sont indiquées les 18 aires urbaines de plus de 400000 habitants.)

Leur faible densité démographique, de moins de 30 habitants par km2[source insuffisante], est principalement due à l'exode rural des XIXe et XXe siècles puis au phénomène de métropolisation qui renforce les zones denses du pays depuis la deuxième moitié du XXe siècle.
Le terme a été repris par la DATAR, mais on n'en connaît pas l'origine exacte. Grésillon, Alexandre et Sajaloli l'attribuent cependant à Charles Dupin dans son traité sur les Forces productives et commerciales de la France, en 1837. Ce terme décrit un phénomène plus visible sur la carte des départements que sur celle des régions,.
Cet espace est intégré à une diagonale plus ample, transfrontalière, la diagonale continentale,.

## Histoire et évolution

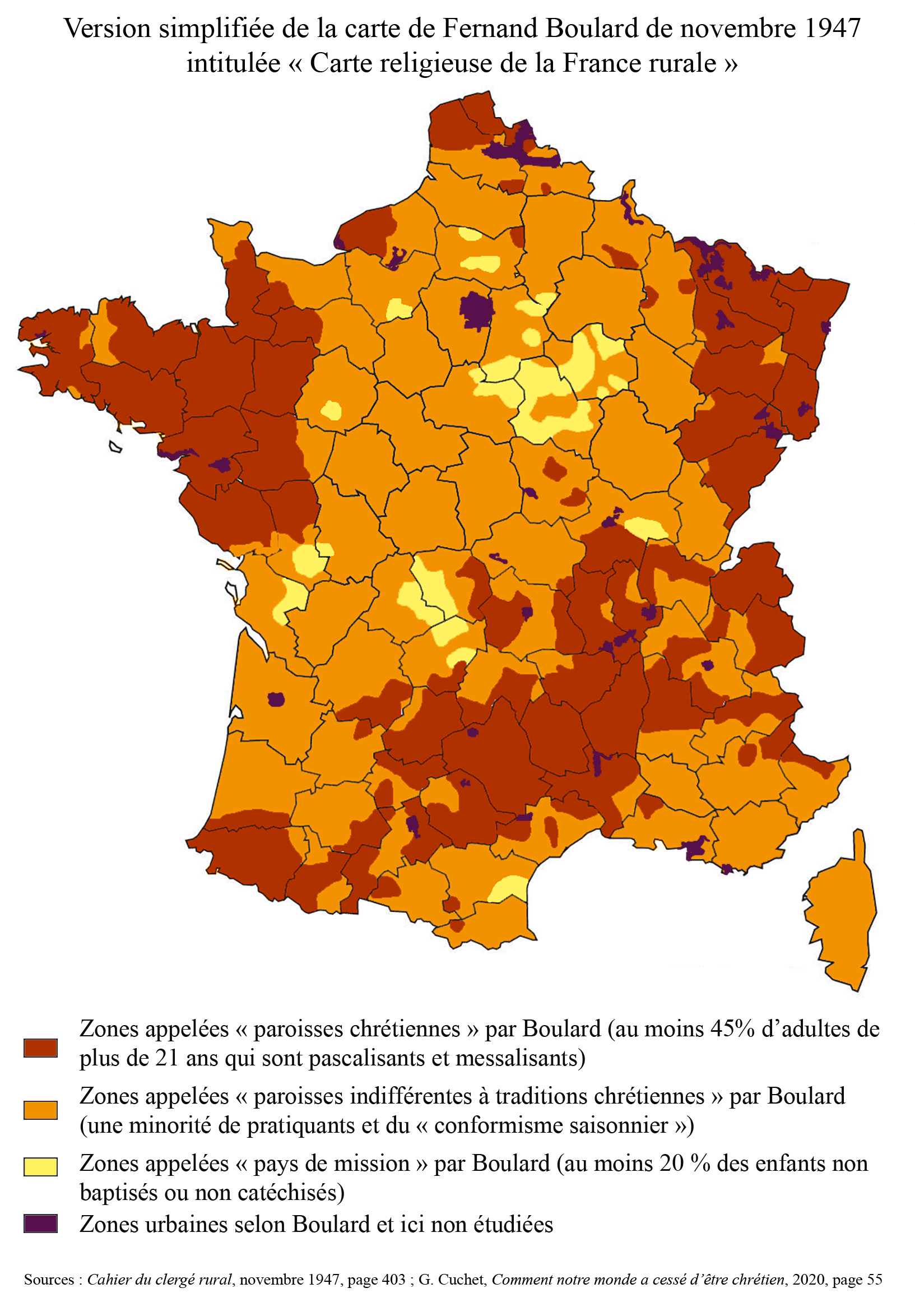
L'effet démographique est également constaté dans la diagonale du vide religieux (carte Boulard, d'après l'original de 1947).

Avant la diagonale des faibles densités, un élément structurant de la répartition de la population était la ligne Saint-Malo-Genève, symbole de l'opposition entre la France industrielle du Nord-Est, et la France agricole et rurale du Sud-Ouest. Elle avait été proposée par Charles Dupin en 1837 dans son traité sur les Forces productives et commerciales de la France.
En 1947, le géographe Jean-François Gravier décrivait déjà un « désert français ». Ce point de vue extrême a été aujourd'hui modéré et le désert français a été réduit à la « diagonale des faibles densités ».
Hervé Le Bras et Emmanuel Todd ont écrit que cette réalité ne pouvait plus s'appliquer aux années 2000, étant donné la poussée de croissance qu'ils ont constatée dans certains départements tels l'Indre et le Gers. Selon les données recueillies par ces deux auteurs, les zones de croissance démographique nulle ou négative ne s'étendraient plus que du Massif central à la Lorraine. Une analyse à l'échelle des cantons et des communes montre au contraire que les zones de décroissance démographiques s'étalent au-delà de l'axe Massif central – Lorraine. Par ailleurs, la poussée de croissance observée par Hervé Le Bras et Emmanuel Todd est fragile, puisqu'elle repose sur un apport migratoire essentiellement de personnes âgées, et non sur une reprise du solde naturel. 
En 2017, l'INSEE relève dans une étude que la croissance démographique dans les espaces à faible densité, notamment dans la « diagonale du vide » est relancée par une arrivée de néoruraux, composée principalement d'une population retraitée,,.
Cette diagonale se retrouve cependant dans la forte mobilisation du mouvement des Gilets jaunes en 2018 et 2019, selon la cartographie établie par Hervé Le Bras.
Le concept de diagonale du vide, déjà critiqué depuis les années 1970 pour son aspect péjoratif est aujourd'hui abandonnée par les géographes qui y préfèrent l'expression « diagonale des faibles densités »,,,.

## Aspects topographiques et économiques

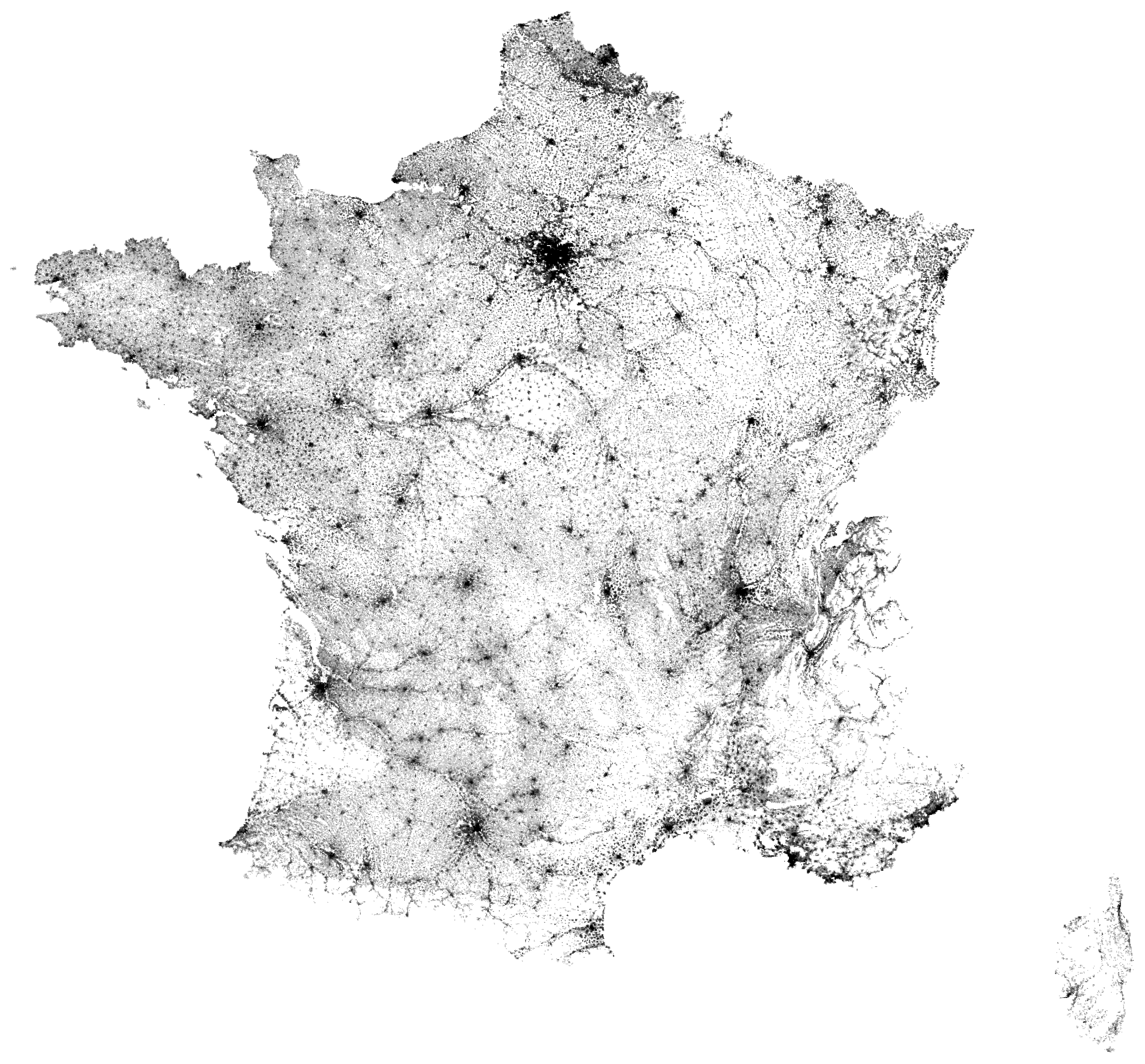
Carte de densité de population en 2007 où les zones peu peuplées sont en blanc

Si la formation de la diagonale du vide peut être perçue comme une conséquence de la concentration de la population dans les métropoles, la concentration des métropoles hors de la diagonale du vide peut être interprétée en distinguant :
- Au sud, la zone formée par le Massif central, présentant un relief marqué et un attrait touristique plus faible que celui des Alpes françaises, de même qu'un faible nombre de vallées fortement urbanisées en dehors du cirque volcanique de Clermont-Ferrand et de la vallée du Gier et du Furan avec Saint-Étienne et son bassin houiller,
- Au nord, la zone située entre la région parisienne et la vallée de la Moselle, éloignée du littoral et présentant peu de facteurs de peuplement par rapport aux régions avoisinantes,

Cela contraste avec les zones au peuplement moyennement dense, telles que :
- Le grand ouest dont la Bretagne, notable pour sa prédominance de l'élevage plutôt que la culture (productions végétales)[17] et donc des habitations moins espacées, mais aussi une forte proportion d'habitat individuel pouvant induire un phénomène de mitage ou d'étalement,

Ou aux zones au peuplement très dense, pouvant être corrélées avec :
- Les grandes agglomérations en général,
- Les vallées de la Seine (Paris, Rouen, Le Havre), du Rhône (Lyon, Marseille), de la Loire (Nantes, Angers, Tours), de la Moselle (Nancy, Metz), du Rhin (Strasbourg, Mulhouse) et autres, topographiquement propices à la concentration de la population,
- Les lignes de chemin de fer, qui peuvent concentrer la population comme on peut le voir en région parisienne, quand elles ne font pas que suivre des vallées déjà peuplées,
- Les bassins d'industrie lourde, textile ou minière (nord, nord-est et Loire).

## Littérature
- Pierre Péju, La Diagonale du vide (roman), Éditions Gallimard, Collection Blanche  (ISBN 9782070781034)
- Mathieu Mouillet, La diagonale du vide, un voyage exotique en France, Les éditions du Mat, 2019, 312 p. (ISBN 9782956316404) (récit de voyage)

## Cinéma
- Diagonale du vide est un court métrage français réalisé par Hubert Charuel, sorti en 2012.